# Zigrinatura

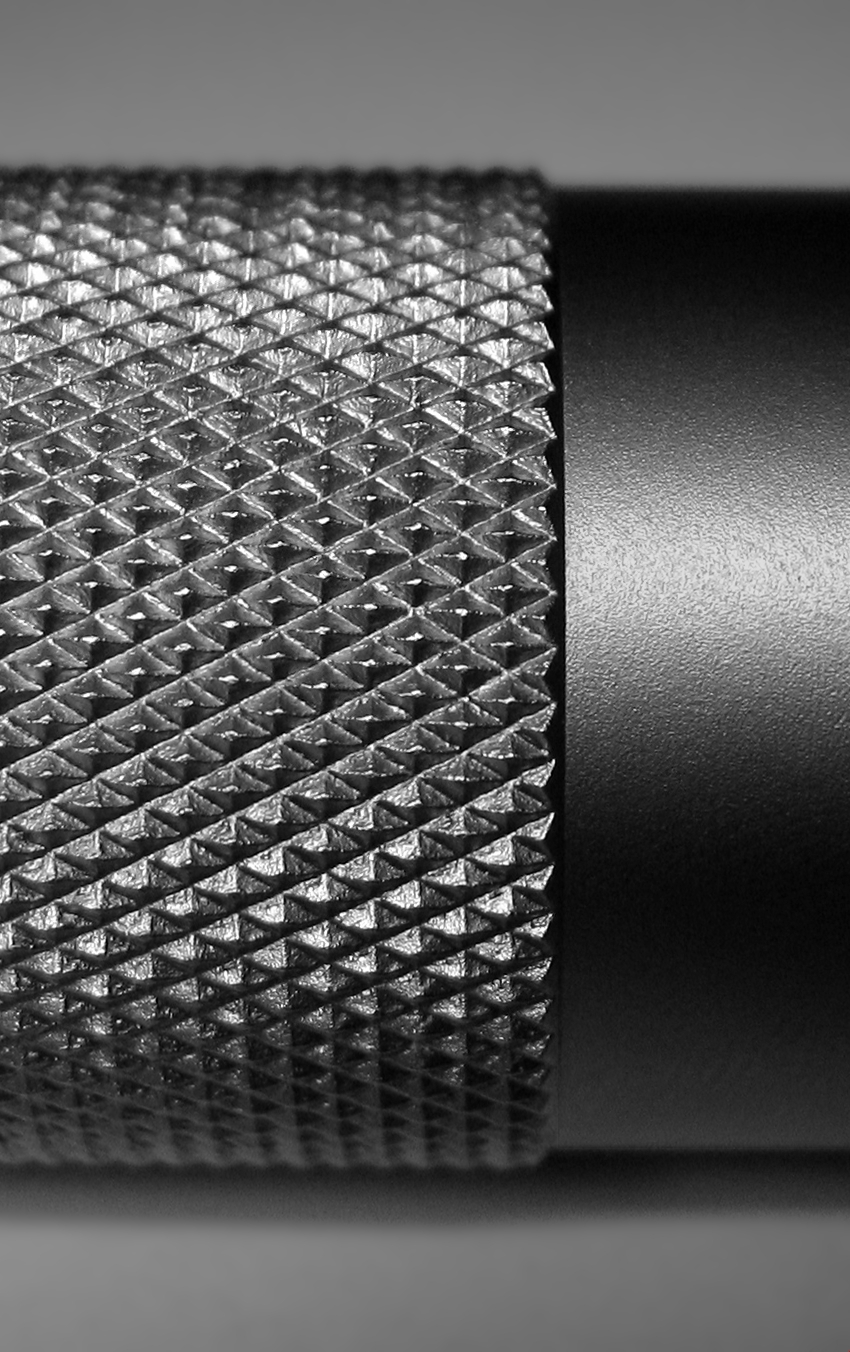
Primo piano di una zigrinatura a diamante su un oggetto cilindrico

Zigrinatura è il risultato della godronatura, una superficie a rilievo ottenuta tramite il passaggio a pressione di rulli scanalati sulla superficie dapprima liscia di un pezzo cilindrico (direzione radiale). La pressione dei rilievi dei rulli schiaccia il metallo del pezzo e lo fa risalire negli incavi delle scanalature.
Questa operazione viene tecnicamente richiesta per un'esteticità del pezzo e per una migliore impugnatura.

## Funzione
La zigrinatura per godronatura non influisce sulle potenzialità dell'oggetto di per sé, ma consente di avere:
- Impugnatura migliore: permette alla pelle umana d'avere un maggiore attrito nella presa, che sulla superficie liscia risulterebbe meno salda e di avere così maggiore controllo del pezzo durante l'uso.
- Estetico: può assumere valore estetico

## Tipi di zigrinatura
Esistono diversi tipi di zigrinature:
- A diamante o a linee incrociate, è il motivo più comune
- A linee parallele, incisione composta da sottili linee parallele che seguano la lunghezza dell'utensile (utile sostanzialmente per ruotare l'utensile lungo il suo asse)
- Elicoidale incisione elicoidale lungo la circonferenza del pezzo (utile per spingere o tirare l'utensile nella direzione dell'asse).

## Esempi di applicazioni
- Cuscini, tessuti, pomelli, dadi, bulloni, viti e utensili vari possono essere zigrinati per impedire che scivolino dalle mani durante il loro utilizzo.
- Barre in metallo per la realizzazione di calcestruzzo armato possono essere ad aderenza migliorata per conferire una maggiore stabilità e resistenza del calcestruzzo in quanto le nervature impediscono il movimento della barra dentro il calcestruzzo indurito stabilizzando e rafforzando la struttura così costruita.

## Codifica
Le zigrinature sono codificate in Italia secondo le normative UNI (UNI 149).
Sui disegni meccanici esse sono citate come annotazioni indicanti la linea tratto-punto parallela alla zona da sottoporre a zigrinatura.